# Iława (gemeente)
De gemeente Iława is een landgemeente in het Poolse woiwodschap Ermland-Mazurië, in powiat Iławski.
De zetel van de gemeente is in Iława.
Op 30 juni 2004 telde de gemeente 11 672 inwoners.

## Oppervlakte gegevens
In 2002 bedroeg de totale oppervlakte van gemeente Iława 423,55 km², waarvan:
- agrarisch gebied: 42%
- bossen: 42%

De gemeente beslaat 30,58% van de totale oppervlakte van de powiat.

## Demografie
Stand op 30 juni 2004:
| Omschrijving                   | Totaal | Totaal | Vrouwen | Vrouwen | Mannen | Mannen |
| ------------------------------ | ------ | ------ | ------- | ------- | ------ | ------ |
| eenheid                        | aantal | %      | aantal  | %       | aantal | %      |
| inwoners                       | 11 672 | 100    | 5808    | 49,8    | 5864   | 50,2   |
| bevolkingsdichtheid (inw./km²) | 27,6   | 27,6   | 13,7    | 13,7    | 13,8   | 13,8   |

In 2002 bedroeg het gemiddelde inkomen per inwoner 1305,64 zł.

## Aangrenzende gemeenten
Biskupiec, Iława, Kisielice, Lubawa, Miłomłyn, Nowe Miasto Lubawskie, Ostróda, Susz, Zalewo

## Plaatsen in de gemeente
Dół • Dziarny • Franciszkowo • Frednowy • Gałdowo • Gardzień • Gromoty • Gulb • Kałduny • Kamień • Karaś • Laseczno • Ławice • Makowo • Mątyki • Mózgowo • Nejdyki • Nowa Wieś • Radomek • Rudzienice • Segnowy • Siemiany • Skarszewo • Starzykowo • Stradomno • Szałkowo • Szymbark • Tynwałd • Wiewiórka • Wikielec • Ząbrowo